# Ершов, Андрей Николаевич
Андре́й Никола́евич Ершо́в (род. 8 февраля 1955, Казань) — советский и российский социолог и государственный деятель. Кандидат философских наук, доктор социологических наук, профессор.

## Политическая и общественная карьера
Родился в Казани. Окончил Казанский государственный университет (1979 г.), Казанский финансово-экономический институт (1983 г.), Высшие офицерские курсы «Выстрел» (1990 г.). Владеет английским языком.
С 1975 по 1980 гг. — инструктор Бауманского районного комитета ВЛКСМ, заместитель секретаря комитета ВЛКСМ на заводе «Точмаш», инструктор Татарского областного комитета ВЛКСМ, начальник Штаба республиканской ударной комсомольской стройки железнодорожной ветки Агрыз-Круглое поле.
С 1980 по 1984 гг. — первый секретарь Бауманского районного комитета ВЛКСМ. Депутат Бауманского районного совета народных депутатов, член Бауманского райкома КПСС, член районного комитета народного контроля, член бюро Казанского городского комитета ВЛКСМ.
С 1984 по 1985 гг. — секретарь Татарского областного комитета ВЛКСМ, член Комитета народного контроля ТАССР.
С 1985 по 1986 гг. — ответственный секретарь организационной комиссии ЦК ВЛКСМ, помощник второго секретаря ЦК ВЛКСМ, г. Москва.
С 1986 по 1989 гг. — второй секретарь Татарского областного комитета ВЛКСМ. Делегат XX Съезда ВЛКСМ.
С 1987 по 1990 гг. — депутат, председатель постоянной комиссии, член Президиума Казанского городского Совета народных депутатов, член президиума Татарского областного совета Профсоюзов.
С 1987 по 1990 гг. — председатель Методического совета Казанского регионального учебно-научного центра ЦК ВЛКСМ.
С 1989 по 1991 гг. — инспектор Татарского областного комитета КПСС.
В 1990 году в Казанском государственном университете имени В. И. Ульянова-Ленина под научным руководством доктора философских наук, профессора М. А. Нугаева защитил диссертацию на соискание учёной степени кандидата философских наук по теме «Развитие самоуправления советской молодежи в современных условиях» (специальность 09.00.02 — теория научного социализма и коммунизма); официальные оппоненты — член-корреспондент АПН СССР, доктор философских наук, профессор Л. А. Волович и кандидат философских наук Р. С. Хакимов; ведущая организация — Институт молодёжи ЦК ВЛКСМ и Госкомтруда.
С 1991 по 1992 гг. — старший научный сотрудник НИИ среднего специального образования АПН СССР.
С 1992 по 1997 гг. — главный референт Аппарата президента РТ.
В 1997 г. — стажировка в органах государственной власти и учебных заведениях Франции.
С 1997 по 2001 гг. — директор Республиканского центра переподготовки и повышения квалификации государственных служащих при департаменте по делам государственных служащих при президенте РТ, заведующий кафедрой государственного управления социально-экономическими процессами.
В 1999 году в Российской академии государственный службы при Президенте Российской Федерации защитил диссертацию на соискание учёной степени доктора социологических наук по теме «Социальные ресурсы местного самоуправления: Опыт социологического анализа в Республике Татарстан» (специальность 22.00.08 — социология управления).
С 2001 по 2007 гг. — ректор Института государственной службы при президенте РТ, заведующий кафедрой государственного управления социально-экономическими процессами.
С 2007 по 2011 гг. — ректор Академии государственного и муниципального управления при президенте РТ. Делегат VI, VII, VIII Съездов ректоров вузов России.
В 2009 г. — стажировка в органах государственной власти и учебных заведениях Канады.
С 2008 по 2013 гг. — член Общественной палаты Республики Татарстан.
С 2011 г. — ректор Казанского института инновационного менеджмента и информатики. Директор социологического центра Института социально-гуманитарных знаний.
С 2012  по 2025гг. почётный консул Франции в г. Казани.
С 2015 г. — заместитель заведующего кафедрой общей и этнической социологии по науке Казанского (Приволжского) Федерального Университета.
Региональный вице-президент (Поволжье) исполнительного комитета Российского общества социологов, председатель Татарстанского отделения Российского общества социологов, председатель научного совета по социологии Академии наук РТ, эксперт ENTO (Европейская сеть учебных заведений по подготовке кадров для местных и региональных органов власти) при совете Европы (г. Страсбург), эксперт Государственной Думы Федерального Собрания РФ, член Наблюдательного совета Евразийского союза промышленников и предпринимателей (ЕАСПП), вице-предводитель Казанского (Татарстанского) дворянского собрания, действительный член Российского Дворянского собрания, Глава Татарстанского регионального Представительства общероссийской общественной организации "Союз потомков Российского Дворянства-Российское Дворянское Собрание",вице-президент Федерации бокса РТ. Подполковник. Главный Государственный советник первого класса.
Академик Академии политических наук, Международной Академии информатизации, Петровской Академии наук и искусств,Академии гуманитарных наук,Муниципальной академии,РОссийской академии социальных наук.
Заместитель председателя регионального представительства общественной организации «Альянс Франсез — Казань», член диссертационных докторских советов по социологии в Казанском (Приволжском) федеральном университете и Мордовском государственном университете им. Н. П. Огарева, председатель государственной экзаменационной комиссии по специальности «Социология» в Казанском государственном энергетическом университете (2008—2012 гг.), председатель государственной экзаменационной комиссии по специальности «Социология» в Мордовском государственном университете им. Н. П. Огарева, член редколлегии журнала «Социология» (г. Москва), член редколлегии журнала «Регионология» (г. Саранск), член редколлегии журнала «Казанский социально-гуманитарный вестник», член редакционного совета журнала «Служебная лестница» (г. Казань), член редакционного совета журнала «Вестник экономики, права и социологии», член редакционного совета журнала «Управление устойчивым развитием» (Казань, КНИТУ-КХТИ), член редакционного совета журнала «Социальное время» Поволжского Государственного Технологического университета (г. Йошкар-Ола), член Российского совета по специальности Мaster of Public Administration при Министерстве образования и науки РФ, эксперт Российской академии наук, заместитель председателя совета сторонников ТРО ВПП «Единая Россия».

## Награды
Награждён орденами «Дружбы», «Академические пальмы» (Франция), Русской православной церкви святителя Иннокентия Московского третьей степени, Святого Станислава третьей степени, Святой Анны третьей степени, Святой Анны второй степени,15 медалями РФ, медалью Международного института государственной службы (г. Париж), Почетной грамотой Президента Российской Федерации.Лауреат премии им. М. В. Ломоносова Петровской Академии наук и искусств. Заслуженный деятель науки Республики Татарстан.

## Научные труды
Автор 30 книг и монографий, более 200 научных статей по социологии, политологии, экономике, государственному и муниципальному управлению, в том числе, «Социальные ресурсы местного самоуправления», «Становление местного самоуправления в современных условиях (опыт социологического исследования)», «Региональная экономика: теория и практика», «Организационные структуры управления органов власти», «Управление и самоуправление в процессе социальных преобразований», «Уроки реформы местного самоуправления в РФ», «Местное самоуправление в РТ: проблемы и перспективы», «Социология управления», «Канада: дорожный дневник», «Социальное здоровье населения», «Модерн в архитектуре Казани».
Диссернет обнаружил нарушение научной этики в публикациях и научном руководстве диссертанта